# Kolej średnicowa w Warszawie

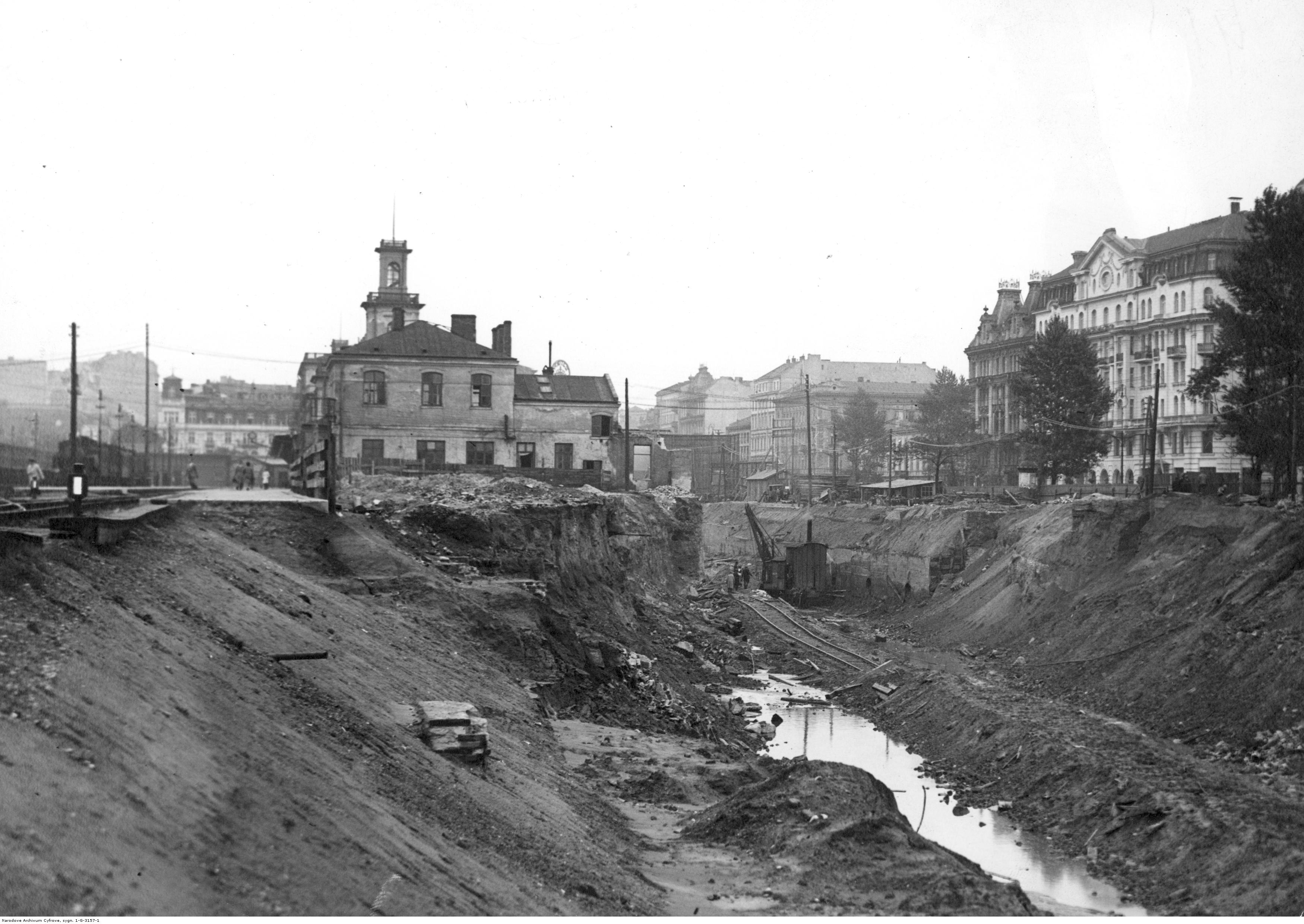
Budowa tunelu linii średnicowej i rozbiórka Dworca Wiedeńskiego (1931)

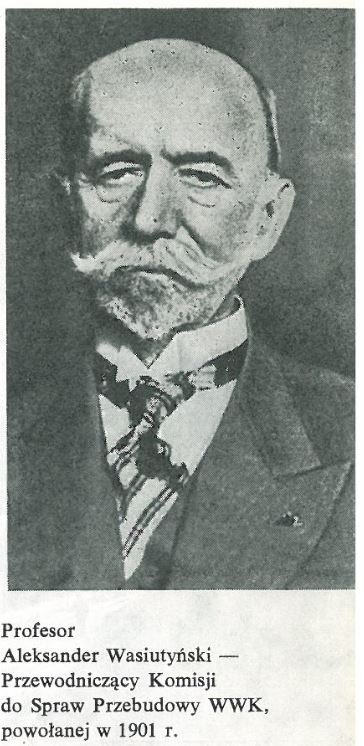
Aleksander Wasiutyński

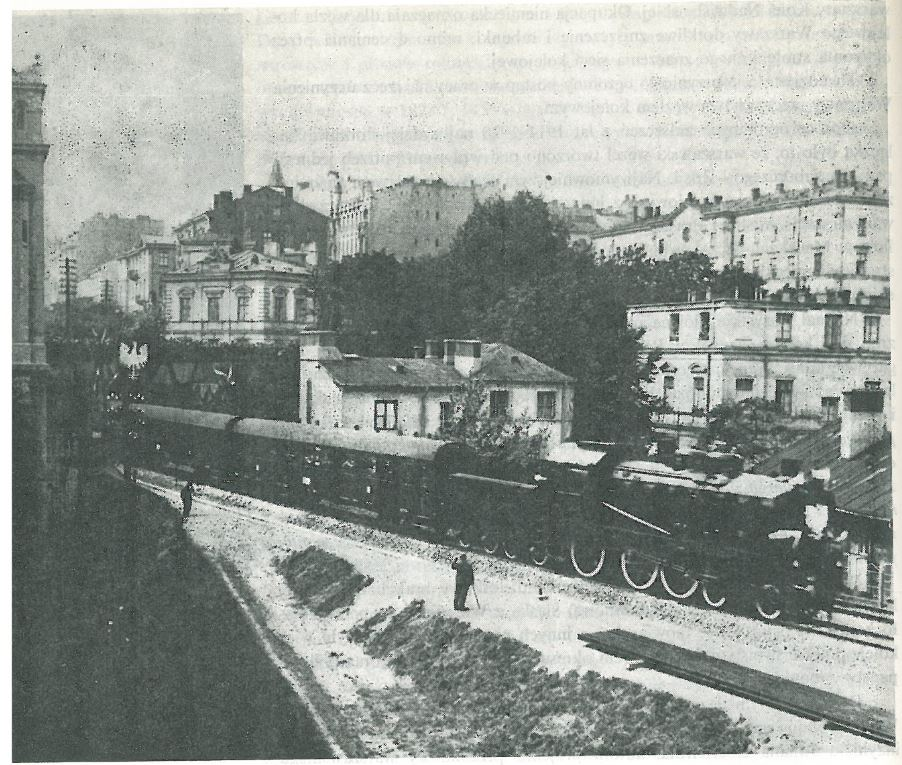
Otwarcie linii średnicowej

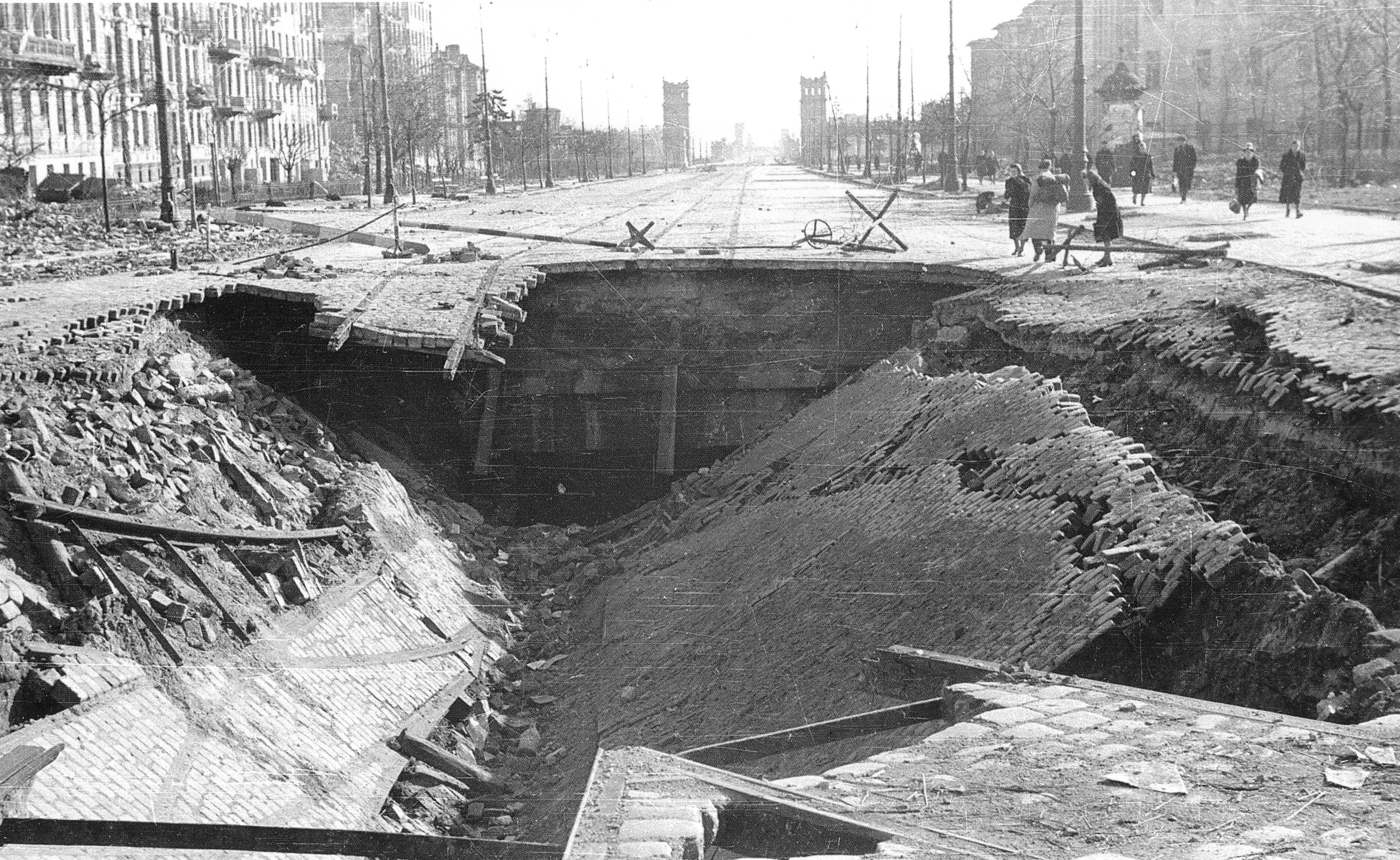
Zniszczony przez Niemców tunel kolei średnicowej pod Alejami Jerozolimskimi (1945)

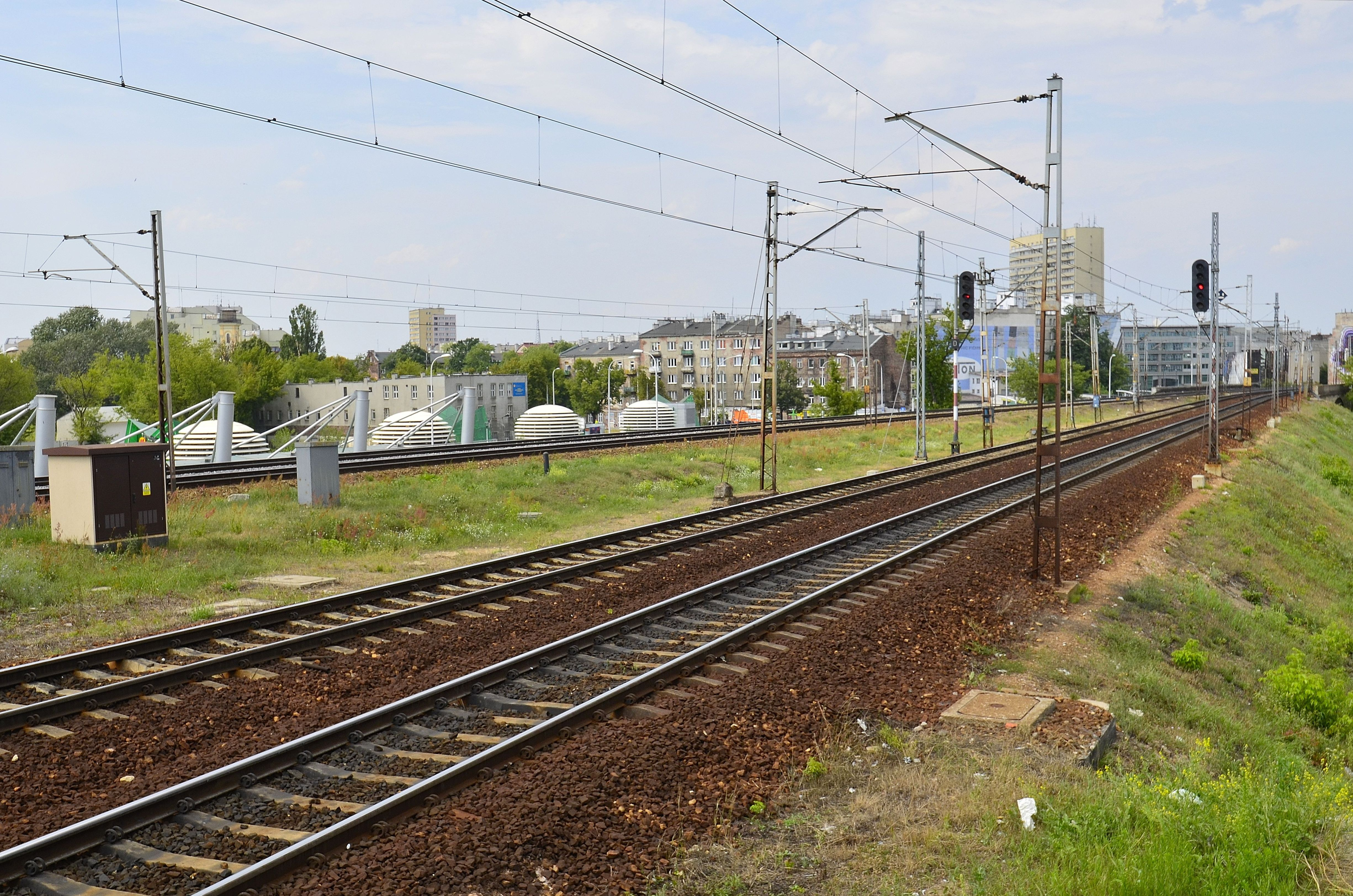
Linia przy dworcu Warszawa Stadion

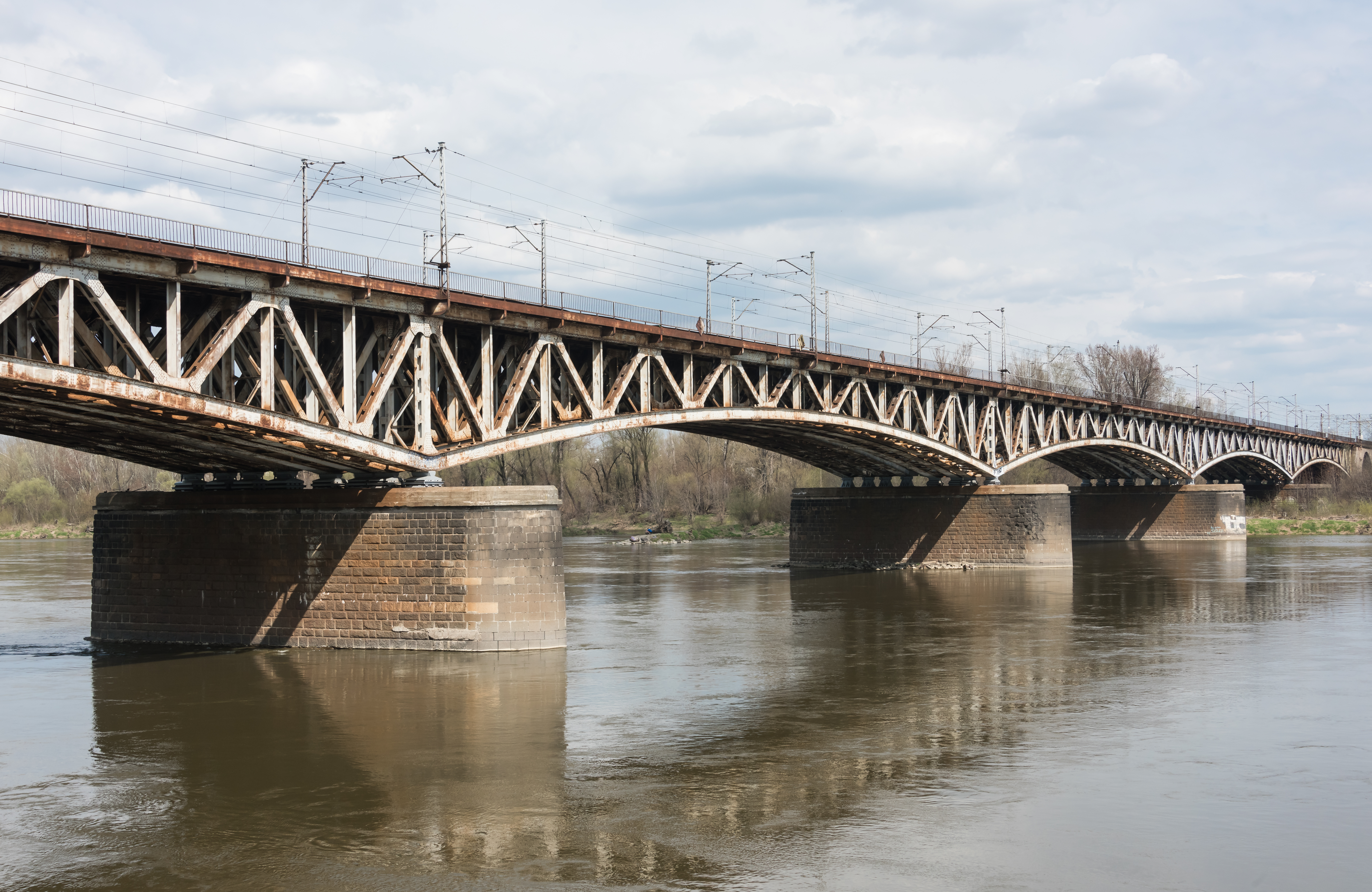
Most średnicowy na Wiśle

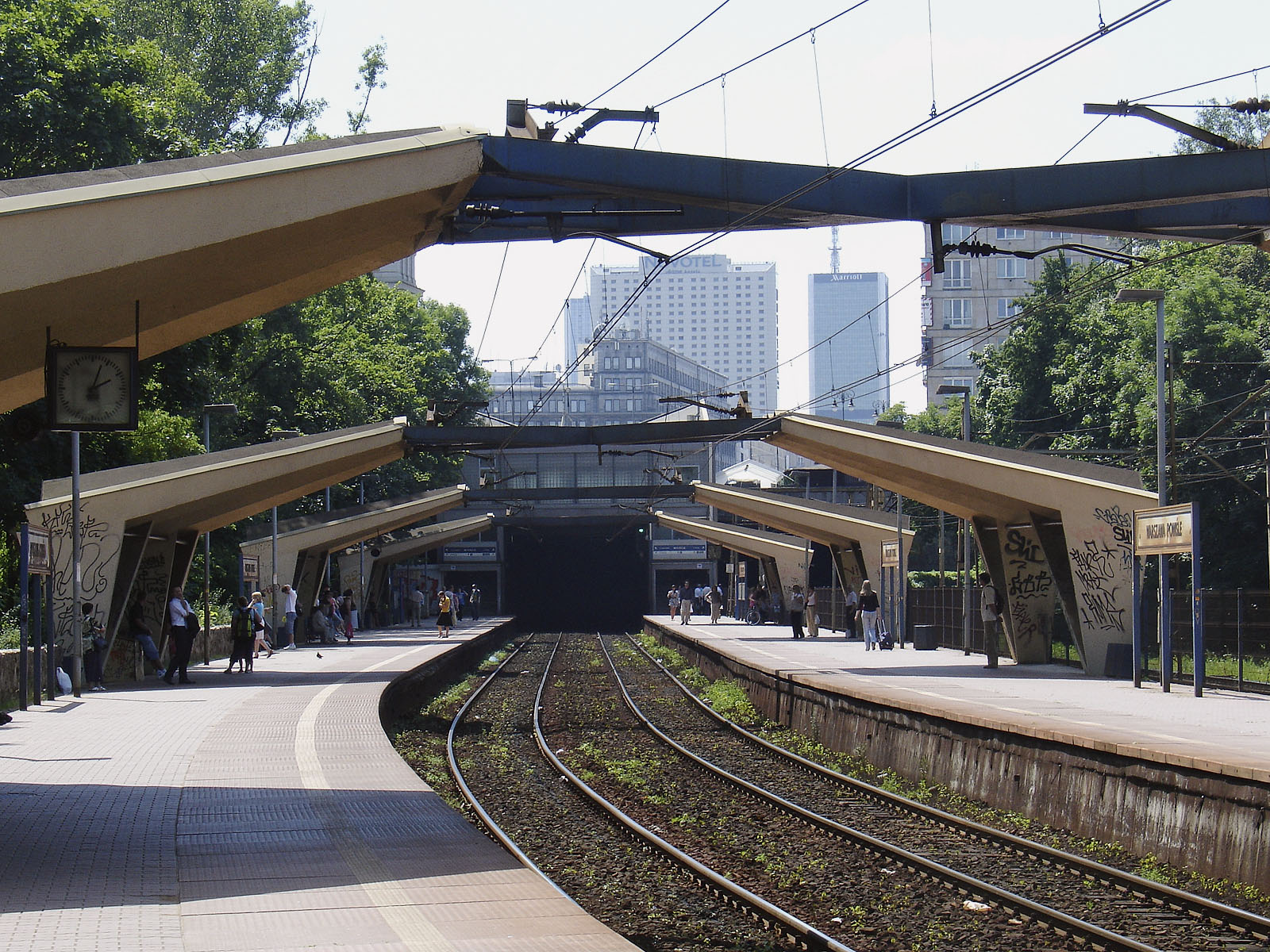
Widok peronów i wschodniego wjazdu do tunelu średnicowego

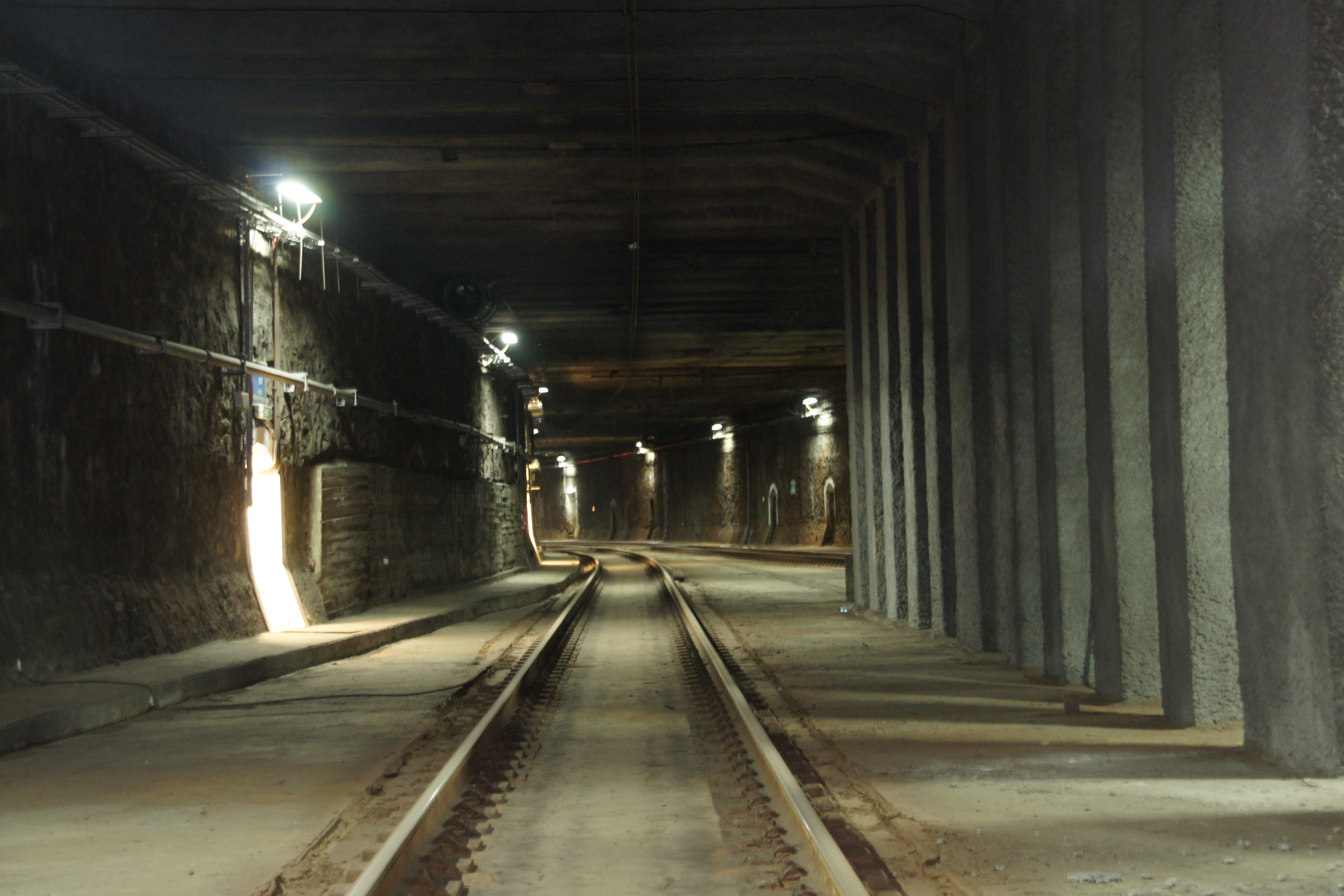
Tunel średnicowy pod Alejami Jerozolimskimi

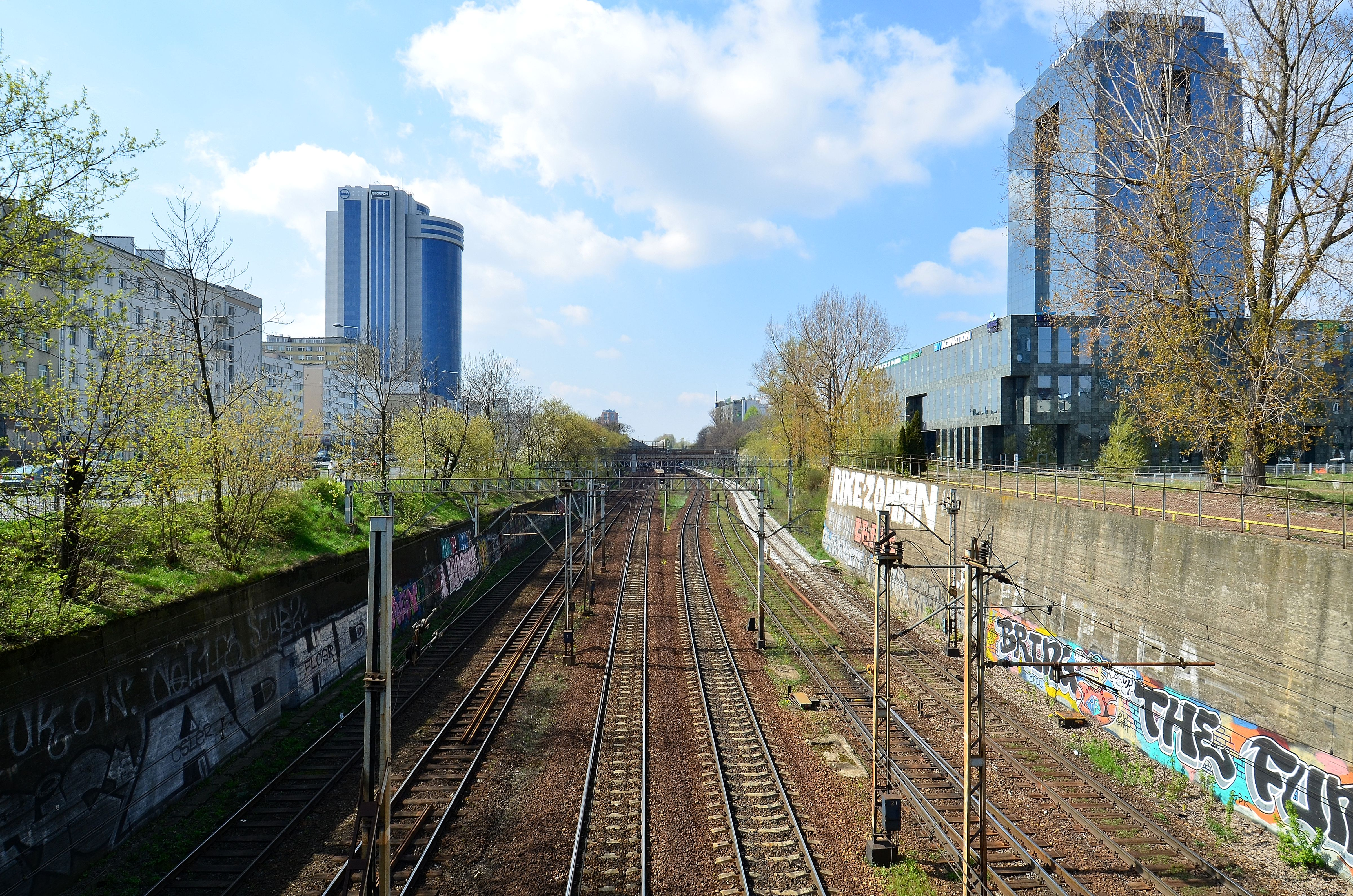
Linia przy ul. Żelaznej, widok w kierunku zachodnim

Kolej średnicowa, także linia średnicowa – kolejowa linia średnicowa w Warszawie, łącząca węzłowe stacje kolejowe Warszawa Wschodnia i Warszawa Zachodnia. Składa się z dwóch równoleglych linii kolejowych (po dwa tory każda) 2 i 448.

## Charakterystyka
Pierwsza linia, obecnie obejmująca linię kolejową nr 448 z Warszawy Zachodniej do Rembertowa, wykorzystywana jest głównie przez Koleje Mazowieckie i Warszawską Szybką Kolej Miejską. W jej skład wchodzą przystanki kolejowe: Warszawa Stadion, Warszawa Powiśle, Warszawa Śródmieście (znajdujący się w warszawskim tunelu średnicowym) i Warszawa Ochota. Pociągi na tej linii kursują w godzinach szczytu co 3 min 45 s w obie strony. Na średnicy podmiejskiej obowiązują bilety I strefy ZTM Warszawa, wspólny bilet ZTM-KM-WKD, a także Bilet warszawski.
Druga linia, obecnie obejmująca linię kolejową nr 2, obsługuje tylko stację Warszawa Centralna, a więc ruch pociągów dalekobieżnych, regionalnych i częściowo aglomeracyjnych. Dworzec Centralny zastąpił zniszczony w czasie II wojny światowej Dworzec Główny. Na tej nitce pociągi jeżdżą w szczycie komunikacyjnym co kilka minut.
Obie linie przechodzą przez śródmieście Warszawy tunelem średnicowym; pozostała część linii biegnie zaś wykopem bądź na powierzchni. Nieopodal przystanku Śródmieście znajduje się stacja metra Centrum.
Tunel średnicowy (o długości 1175 m) stanowi główną część linii i posiada dwie nawy zawierające po parze torów oraz głowice rozjazdowe Dworca Centralnego. Nad stropem komór tunelu zbudowano m.in. przejście podziemne pod rondem Romana Dmowskiego, o zmniejszonej wysokości stropów, między innymi ze względu na konieczność przeprowadzenia I linii metra (przesiadka między Śródmieściem i stacją Centrum wymaga wyjścia na powierzchnię).
Część wykopu od ul. Żelaznej do al. Jana Pawła II została przykryta częściowo płytą, na której m.in. postawiono budynek (róg ul. Żelaznej i Al. Jerozolimskich) oraz planuje się dalszą zabudowę. Dalsza część wykopu też będzie zabudowana na płytach nad wykopem.
Tunel średnicowy posiada dwa wyjścia awaryjne i dwa ewakuacyjne: do ww. przejścia podziemnego oraz w chodniku przed budynkiem Centrum Finansowego. Wyjście awaryjne przed budynkiem Centrum Finansowego miało postać krat w chodniku, obecnie posiada oszklone wyjście w formie klatki schodowej.

## Historia

### XIX wiek
W XIX w., gdy powstały w Warszawie linie kolejowe zakończone dworcami czołowymi – dworcem Wiedeńskim (później nazwany Głównym) oraz Terespolskim (Wschodni), nie przewidziano początkowo połączenia między nimi, gdyż przewidywany ruch miał być ograniczony. Linie te miały różne szerokości torów (wiedeńska – normalną 1435 mm; terespolska – „rosyjską” 1520 mm). Szybki rozwój kolei spowodował konieczność zbudowania linii obwodowej, która pozwoliła na przeładunki na stacji stycznej (obecnie tereny byłej prowizorycznej stacji Warszawa Główna). Ruch pasażerski odbywał się między dworcami za pomocą tramwaju konnego (zajezdnia historyczna przy ul. Inżynierskiej), który stał się jednocześnie zaczątkiem warszawskiej sieci tramwajowej.
W związku z nadzwyczajną szerokością Alei Jerozolimskich (40 m), już w 1884 inż. Rohn i Zieliński przedstawili koncepcję przeprowadzenia tędy linii kolejowej tunelem. Wymagała ona wybudowania tunelu, mostu na Wiśle oraz nasypów i mniejszych wiaduktów nad Powiślem. Zagłębienie linii w wykopie było postulowane przez miasto od dawna, ze względu na rosnący ruch uliczny i jego dezorganizację powodowaną przez zamykanie zapór.
W latach 1895–1902 powstała koncepcja budowy linii średnicowej w Warszawie oraz obwodowych i miejskich linii kolejowych do przewozu towarów i ruchu pasażerskiego. W 1903 r. plany poszerzono o budowę dwóch linii szybkiej kolei miejskiej biegnących na powierzchni oraz w płytkim tunelu: od Ogrodu Saskiego do pl. Unii Lubelskiej i od planowanego dworca Szmulki przez dworzec Wileński do dworca Czyste.
W 1903 r. kierownictwo kolei państwowych w Petersburgu zaakceptowało projekt, którego budowa miała się zacząć w tym samym roku, co jednak nie nastąpiło z powodu braku środków finansowych i zmiany stanowiska strony wojskowej, zakładającej likwidację części umocnień w związku ze spadkiem znaczenia warszawskiej twierdzy dla obronności Rosji. Z powodu zmniejszenia znaczenia miasta dla armii ograniczono się do przebudowy wiaduktów i przepustów na istniejących liniach.

### 1918–1939
Budowę zrealizowano już w innych warunkach, po uchwale lipcowej Sejmu z 1919. Była to jedna z pierwszych uchwał Sejmu odrodzonej Polski (11 listopada 1918). Autorem projektu z 1919 roku był Aleksander Wasiutyński. Projekt przewidywał od razu linię czterotorową.
Dokumentację zatwierdzono w 1921, budowę rozpoczęto w 1924.
Wiadukt kolei średnicowej na Powiślu został zaprojektowany przez Pawła Wędziagolskiego. Pierwotna postać mostu średnicowego (450 m) wynikała z zastosowania przęseł łukowych z jazdą dołem. Było to bardzo ostro krytykowane ze względu na wpływ na panoramę miasta. Jako pierwszą zbudowano południową parę torów. Z powodu budowy konieczne było zamknięcie czołowego Dworca Głównego (tak nazwano po 1918 Dworzec Wiedeński). Około 1/3 budynku wraz z zachodnią wieżą zegarową zburzono, aby powstało miejsce na głowicę rozjazdową nowego Dworca Głównego III, który zaczęto budować na tunelu. Na czas robót zbudowano prowizoryczny Dworzec Główny IV – czołowy przy ul. Chmielnej.
Linia została otwarta 2 września 1933. Ze względu na zadymienie, ruch pociągów prowadzonych parowozami musiał być ograniczony. Od samego początku zakładano elektryfikację trasy, lecz z uwagi na brak uzasadnienia technicznego dla elektryfikacji samego odcinka miejskiego, musiała ona zostać powiązana z elektryfikacją całego ruchu podmiejskiego zbiegającego się na kolei średnicowej, na co początkowo nie było środków. W końcu umowę o elektryfikacji linii średnicowej i kolei podmiejskich do Żyrardowa, Otwocka i Mińska Mazowieckiego zawarto z przedsiębiorstwami brytyjskimi 2 sierpnia 1933 roku. Elektryfikację prądem stałym o napięciu 3 kV zakończono w 1936 r. – 15 grudnia pojechały pierwsze zespoły trakcyjne. Pociągi pasażerskie zaczęto przeprowadzać lokomotywami elektrycznymi. Dworzec Główny funkcjonował w stanie nieukończonym.

### 1939–1945
W 1939 r. ostatni fragment gmachu Dworca Wiedeńskiego został uszkodzony, a jego mury rozebrane w czasie okupacji. Plany Niemców likwidacji trakcji elektrycznej nie zostały zrealizowane dzięki argumentacji inżynierów kolejowych, którzy wskazywali na problemy z zadymieniem. Zaimprowizowano wtedy zastępcze lokomotywy z dwóch wagonów zespołów trakcyjnych obciążonych betonem oraz sprowadzono z Włoch lokomotywy na napięcie 3 kV.
Linia średnicowa w czasie powstania warszawskiego była linią frontu. Po zdobyciu przez powstańców 3 sierpnia Dworca Pocztowego i rozbiciu niemieckiego pociągu ewakuacyjnego stojącego w wykopie między Dworcem Głównym a wiaduktem nad torami w ciągu ul. Żelaznej, żołnierze z oddziału Wacława Kucharskiego ps. Janosik rozkręcili szyny, a patrol saperski Stanisława Bzdaka ps. Miner wysadził tory. Komunikacja na linii średnicowej została przerwana.
Po powstaniu linia została celowo zniszczona przez Niemców: wysadzono most, tunel, Dworzec Główny i wszystkie wiadukty i nasypy na Powiślu. Dworzec Zachodni był wykorzystywany do załadunku – do pociągów elektrycznych – warszawian wywożonych z opróżnianego miasta do obozu przejściowego utworzonego na terenie Zakładów Naprawczych Taboru Kolejowego w Pruszkowie.

### Po 1945
Po wojnie podjęto decyzję o odbudowie linii połączonej z jej jednoczesnym dokończeniem. Nawę dalekobieżną tunelu ukończono w 1948 roku. Następnie odbudowano most – w formie nieagresywnej z jazdą górą.
Otwarcie linii średnicowej odbyło się 23 czerwca 1949. Pierwszy pociąg przejechał przez most i tunel o godz. 19.15. Ruch lokalny odbywał się po linii północnej, przez prowizoryczny przystanek Warszawa Śródmieście zbudowany na miejscu przyszłego Dworca Centralnego (ruch dalekobieżny odbywał się z prowizorycznego Dworca Głównego, który stworzono na terenie stacji towarowej przy ul. Towarowej).
W połowie lat 50. przewidywano także wybudowanie zaplanowanej w latach 30. kolejowej obwodnicy południowej łączącej dworzec Zachodni z dworcem Wschodnim przez Służewiec i Saską Kępę.
Wykorzystując resztki wysadzonego przez Niemców po powstaniu warszawskim, nigdy nieukończonego Dworca Głównego IV, zbudowano podziemny przystanek Warszawa Śródmieście oraz przystanki pośrednie – Ochota, Powiśle i Stadion. Tak przygotowaną, zgodnie z planami, do ruchu lokalnego nitkę południową przekazano w roku 1963. W tym czasie prowizoryczny przystanek pomiędzy ulicami Emilii Plater i Marchlewskiego (al. Jana Pawła II) nazwano Warszawa Centralna. Przejął on część ruchu dalekobieżnego z Dworca Głównego III przy Towarowej. Przystanek ten, wraz z barakami zejściowymi, został rozebrany po przejęciu ruchu przez budowany dworzec Warszawa Centralna (1975), który ostatecznie przejął ruch z prowizorycznego dworca przy Towarowej. Przez jakiś czas dworce Główny i Centralny funkcjonowały równolegle, z czym może być związana nazwa Warszawa Centralna zamiast Warszawa Główna.
Linia średnicowa spowodowała wyjątkowo korzystne dla ruchu aglomeracyjnego ukształtowanie węzła. Tworzenie systemu szybkiej kolei miejskiej od 2005 r. jest możliwe dzięki tej linii, przez którą przebiegały dwie pierwsze trasy – S1 i S2.
Na linii średnicowej planowane są prace remontowe i modernizacyjne. Mają one na celu zwiększenie efektywności linii m.in. poprzez likwidację ograniczeń prędkości, poprawę bezpieczeństwa ruchu i komfortu podróży, przystosowanie peronów i przejść do korzystania przez osoby niepełnosprawne, dostosowanie układu torowego do nowoczesnego taboru (np. z wychylnymi pudłami wagonów), poprawę bezpieczeństwa przeciwpożarowego, zmniejszenie korozji szyn i wytłumienie drgań w tunelu średnicowym.
Remont linii przesunięto na lata 2020–2024.
W 2020 rozpoczęto przebudowę stacji Warszawa Zachodnia.